# Eutoea straminea
Eutoea straminea là một loài bướm đêm trong họ Geometridae.